# Viktor Goncharenko
Viktor Goncharenko (Choiniki, 10 juni 1977) is een Wit-Russisch voetbalcoach en voormalig voetballer.
Goncharenko begon als speler bij het olympisch opleidingscentrum (RUOR) in Minsk voor hij als verdediger bij FK BATE Borisov ging spelen. In 2002 moest hij door een blessure stoppen met voetballen.
Nadat hij het tweede elftal getraind had en assistent bij het eerste geweest was, werd hij in 2007 aangesteld als hoofdcoach bij BATE. In 2008 werd hij op eenendertig jarige leeftijd de jongste trainer die met zijn club de groepsfase van de UEFA Champions League behaalde. In het seizoen 2013/14 trainde hij de Russische club Koeban Krasnodar.

## Erelijst

### Als speler
Kampioen van Wit-Rusland: 1999, 2002

### Als trainer
Kampioen van Wit-Rusland: 2008, 2009, 2010, 2011, 2012, 2013
Beker van Wit-Rusland: 2010
Wit-Russische supercup:2010, 2011, 2013